# Anacropora spinosa
Anacropora spinosa är en korallart som beskrevs av Rehberg 1892. Anacropora spinosa ingår i släktet Anacropora och familjen Acroporidae. IUCN kategoriserar arten globalt som starkt hotad. Inga underarter finns listade i Catalogue of Life.